# Aphytis albus
Aphytis albus är en stekelart som beskrevs av Li och Yang 2004. Aphytis albus ingår i släktet Aphytis och familjen växtlussteklar. Inga underarter finns listade i Catalogue of Life.